# Robert Marlow (Architekt)

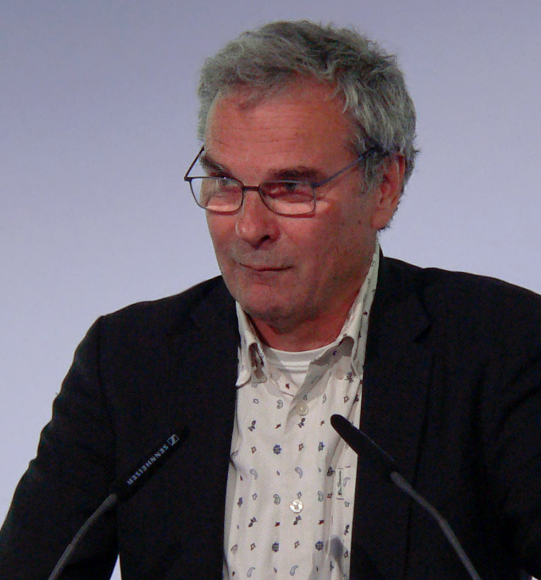
Robert Marlow, 2024

Robert Marlow (geboren 1959 in Hamburg) ist ein deutscher freischaffender Architekt und Präsident der Architektenkammer Niedersachsen.

## Leben
Marlow studierte Architektur an der Universität Hannover, an der er 1986 als Dipl. Ing. Architekt schloss.
Von 1987 bis 1988 war er Mitarbeiter im Büro Bollmann, Friedemann und Partner, bevor er ab 1989 in den Architurbüros planbox beziehungsweise mosaic tätig wurde, die er gemeinsam mit anderen als Partner und Geschäftsführer leitet.
Nachdem er 1996 in den Bund Deutscher Architekten (BDA) berufen worden war, wurde er 1998 Mitglied der Vertreterversammlung der Architektenkammer Niedersachsen.
Seit 2013 Mitglied im Vorstand der BDA Bezirksgruppe Hannover, die er von 2015 bis 2019 als Vorsitzender leitete.
2018 wurde Marlow zum Präsidenten der Architektenkammer Niedersachsen gewählt. Er ist zudem Vorsitzender der Lavesstiftung.

## Werke (Auswahl)

### Schriften
- Grußwort. Bestand erhalten, Geschichte bewahren, Gebautes weiterentwickeln, in: Berichte zur Denkmalpflege in Niedersachsen, Band 40 (2020), Heft 4, S. 1–3